# Yu-Gi-Oh! Duel Links
Yu-Gi-Oh! Duel Links (遊戯王 デュエルリンクス) est un jeu de cartes à collectionner numérique free-to-play développé par Konami pour les plateformes iOS, Android et Microsoft Windows, basé sur le jeu de cartes à collectionner Yu-Gi-Oh! Après une période bêta initiale, le jeu est sorti pour la première fois au Japon le 17 novembre 2016, puis dans le reste du monde le 11 janvier 2017. La version Windows est sortie dans le monde entier via Steam le 17 novembre 2017. 

## Intrigue
Duel Links met en scène des personnages de l'anime Yu-Gi-Oh! Duel Monsters (en). Seto Kaiba a créé un "Duel World" en réalité virtuelle afin de rassembler les meilleurs duellistes pour qu'ils puissent s'affronter. Les joueurs ont d'abord la possibilité d'incarner soit Yami Yugi, soit Seto Kaiba. Au fur et à mesure qu'ils gagnent des duels, d'autres personnages se débloquent, y compris celui que le joueur n'a pas choisi au début.

## Gameplay
Le jeu utilise un format appelé "Speed Duels" qui reprend les règles du jeu de cartes à collectionner avec diverses modifications. Les joueurs ont 4000 points de vie, la phase principale 2 est supprimée, le nombre de zones de monstres et de zones de sorts/pièges est réduit de 5 à 3, la taille de la pioche principale est réduite de 40-60 cartes à 20-30 cartes chacune, la pioche supplémentaire est réduite de 15 à 5 et les joueurs commencent avec une main de 4 cartes au lieu de 5. Les joueurs peuvent également utiliser des compétences qui affectent les duels de diverses manières. Ces effets incluent, sans s'y limiter, l'ajout de cartes à la main ou au champ, l'augmentation des statistiques des monstres, l'augmentation des points de vie, l'ajout de cartes à la pioche au début du duel, le changement de la main de départ du joueur et la révélation du contenu des cartes face cachée. Le vainqueur d'un duel peut soit réduire les points de vie de son adversaire à 0, soit permettre à son adversaire d'épuiser ses cartes, soit gagner dans des conditions particulières. Les joueurs sont récompensés par des points d'expérience et divers objets après un duel, d'autres objets étant obtenus en cas de victoire.
Le jeu place le joueur dans un hub où il peut choisir divers PNJ à affronter en duel. De là, il peut également accéder à la porte qui lui permet de se battre en duel contre des duellistes légendaires. L'étape dans laquelle se trouve le joueur est également affichée. En accomplissant les missions de l'étape, les joueurs peuvent passer à l'étape suivante qui débloquera progressivement des adversaires plus difficiles et des duellistes de légende à la Porte. En progressant dans les étapes, le joueur pourra également débloquer des missions de déverrouillage de personnage.
En accomplissant les missions de déverrouillage de personnage, les joueurs peuvent débloquer de nouveaux duellistes légendaires à incarner. Les Duellistes Légendaires sont basés sur des personnages clés de la série Yu-Gi-Oh, tels que Joey Wheeler, Maximilian Pegasus, Chazz Princeton, et Dr. Vellian Crowler. Chaque duelliste légendaire est accompagné de sa carte de signature et de ses compétences uniques.
De nouvelles cartes peuvent être obtenues pour les decks du joueur soit par les Duellistes Légendaires, soit par le marchand de cartes du jeu en utilisant divers objets, soit par les paquets de cartes. Les paquets de cartes s'achètent dans la boutique du jeu avec des gemmes. Les paquets de cartes peuvent également être achetés avec de l'argent réel via des microtransactions. Le contenu possible d'un paquet de cartes peut varier en fonction de la BOX dans laquelle le joueur choisit d'acheter. Chaque carte a une probabilité d'être tirée en fonction de sa rareté. Les cartes communes N et R ont tendance à avoir des effets plus faibles, tandis que les cartes plus rares SR et UR ont des effets plus forts. La réserve de cartes publiée au lancement comprend de nombreuses cartes reconnaissables dans l'anime Yu-Gi-Oh! Duel Monsters,. Au fur et à mesure que des BOX ont été ajoutées, la réserve de cartes s'est élargie pour inclure de nombreuses cartes de jeux Yu-Gi-Oh plus modernes.
Au lancement, le format du jeu n'incluait aucune carte facilitant les effets d'invocation spéciaux plus modernes du jeu de cartes original, notamment les invocations Synchro, XYZ, Pendulum et Link, ce qui rend le gameplay très proche de la série animée Yu-Gi-Oh originale. Le 28 septembre 2017, GX World a été ajouté au jeu, introduisant de nombreux personnages et cartes de la série animée Yu-Gi-Oh! GX, ainsi qu'un accent sur l'invocation Fusion. Le 25 septembre 2018, la mise à jour 3.0 a ajouté le monde 5D'S au jeu, introduisant des personnages et des cartes de l'anime Yu-Gi-Oh! 5D's ainsi que l'implémentation de l'invocation Synchro dans le jeu. Le 26 septembre 2019, le monde DSOD basé sur le film Yu-Gi-Oh!: The Dark Side of Dimensions a été ajouté. Le 29 septembre 2020, le monde ZEXAL de Yu-Gi-Oh! Zexal a été ajouté avec l'ajout de l'invocation Xyz.
Le jeu comprend également un mode JcJ où les joueurs peuvent se battre en duel en temps réel avec leurs amis, ainsi que participer à des matchs aléatoires avec des joueurs du monde entier. Il existe également un classement où les joueurs s'affrontent pour obtenir un rang et des prix, notamment des tickets qui peuvent être utilisés pour échanger certaines cartes.
Des événements spéciaux sont souvent organisés pour une durée limitée afin d'offrir de la variété et la possibilité de gagner des cartes rares et de débloquer de nouveaux duellistes légendaires. Ces événements ont généralement des adversaires spéciaux avec des objectifs et des missions à accomplir pour gagner les récompenses. Les cartes et les personnages exclusifs aux événements sont généralement disponibles en dehors de l'événement à une date ultérieure.